# 바이스 (2018년 영화)
《바이스》(영어: Vice)는 2018년 개봉한 미국의 전기, 코미디 드라마 영화이다. 애덤 매케이가 감독과 각본을 맡았으며, 미국의 정치인이자 부통령인 딕 체니의 삶을 다룬 영화이다. 크리스찬 베일이 딕 체니를 연기한다.

## 줄거리
이것은 실화다,

그는 역사상 가장 비밀스러운 권력자였으므로

혹은 실화에 가까운 이야기다.

대기업의 CEO에서 펜타곤 수장을 거쳐

미국 부통령까지 오른 딕 체니(크리스찬 베일).

재임 시절, 보이지 않는 이면에서 그가 내린 결정들은 세계의 흐름을 바꿔 놓았고

뒤바뀐 역사는 다시는 회복될 수 없는 시간에 묻혀버렸다.

이제 그가 바꾼 글로벌한 역사의 변곡점들을 추적한다.

## 출연

### 주연
- 크리스찬 베일 : 딕 체니 역

### 조연
- 에이미 아담스 : 린 체니 역
- 스티브 카렐 : 도널드 럼즈펠즈 역
- 샘 록웰 : 조지 W. 부시 역
- 타일러 페리 : 콜린 파월 역
- 알리슨 필 : 메리 체니 역
- 에디 마산 : 폴 월포위츠 역
- 리사 게이 해밀튼 : 콘돌리자 라이스 역
- 저스틴 커크 : 스쿠터 리비 역
- 제시 플레먼스 : 커트 역
- 돈 맥마너스 : 데이빗 애딩턴 역
- 릴리 레이브 : 리즈 체니 역
- 쉐어 위햄 : 웨인 빈센트 역
- 아담 바틀리 : 프랭크 런츠 역
- 빌 캠프 : 제랄드 포드 역

### 단역
- 페이 매터슨 : 에드나 빈센트 역
- 커크 보빌 : 헨리 키신저 역

## 기타
- 현장녹음: 크리스토퍼 스카라보시오
- 미술: 파트리스 베르메트
- 세트: 잔 파스칼
- 특수효과: 피터 체스니
- 분장: 그레그 캐놈
- 분장: 케이트 비스코
- 의상: 수잔 매더슨
- 배역: 프랜신 마이슬러
- 배역: 캐시 드리스콜